# 勇姓
勇姓，一個中文姓氏，分佈較廣，人數不多。

## 來源
勇姓来源于中國春秋時期楚國有熊勇，後人以其名為姓。
江苏江阴顾山镇沈舍里，据传现在这里居住的勇姓人最多。据当地勇氏族谱信息显示，勇姓为明朝末年法兰西人娶一江阴乡女所创，后代辈辈传之。
而将汉代前世之勇姓视为勇氏宗祖，从地域及历史考证均不能确立为今勇姓始祖，一些书籍所载不可确信，仍然有待考证。

## 外部連結
[在维基数据编辑]
 《欽定古今圖書集成·明倫彙編·氏族典·勇姓部》，出自陈梦雷《古今圖書集成》